# Saint-André-les-Alpes
Saint-André-les-Alpes è un comune francese di 1 030 abitanti situato nel dipartimento delle Alpi dell'Alta Provenza della regione della Provenza-Alpi-Costa Azzurra.

## Storia

### Simboli
Lo stemma è presente nell''Armorial Général de France del 1696.

## Società

### Evoluzione demografica
Abitanti censiti